# غويليم جينكنز
غويليم ميريون جينكنز (بالإنجليزية: Gwilym Meirion Jenkins)‏ (ولد في 12 غشت 1932، في سوانزي، المملكة المتحدة - توفي في 10 يوليوز 1982)، هو إحصائي ومهندس أنظمة بريطاني. هو من رواد الإحصائيين الذين اشتغلوا في نمذجة المتسلسلات الزمنية، و اشتهر خصوصا بأعماله، رفقة جورج بوكس، في نموذج الانحدار الذاتي والمتوسط المتحرك، المسمى أيضا بنموذج بوكس جينكنز، و بمنهج بوكس جينكنز لتحليل المتسلسلات الزمنية.

## سيرته
نال جينكنز شهادة البكالوريوس في الرياضيات سنة 1953، ثم شهادة الدكتوراه من كلية لندن الجامعية سنة 1956. تزوج مارغاريت بيلينهام و أنجبا ثلاثة أبناء. بدأ مسيرته المهنية كمهندس متدرب في معهد البحث العلمي المتخصص في الطيران، Royal Aircraft Establishment. بعد ذلك امتهن التدريس في مجموعة من المؤسسات الجامعية: إمبريال كوليدج لندن، جامعة ستانفورد، جامعة برنستون وجامعة ويسكونسن-ماديسون ثم جامعة لانكستر، في 1965 كأستاذ لهندسة النظم. كانت أول مجالاته البحثية في تحليل المتسلسلات الزمنية المطبقة في الهندسة الكيميائية.
خلال مقامه في لانكستر، استمر بالتدريس إلى غاية 1974، حيث أسس مكتب (ISCOL) للاستشارة الهندسية International Systems Corporation of Lancaster.
في ستينات القرن العشرين، كان جينكنز عضوا في المجلس البحثي للهيئة الملكية الإحصائية. في 1969 أسس مجلة Journal of Systems Engineering. كما اشتغل لفترة وجيزة، في منتصف السبعينات، في الخزينة الملكية البريطانية. انتخب كعضو في معهد الإحصاء الرياضي و معهد الإحصائيين البريطاني.
كان جينكنز من هواة موسيقى الجاز والبلوز و كان عازفا ماهرا على البيانو.
توفي في 1982 متأثرا بمرض لمفومة هودجكين.

## مؤلفاته
- التحليل الطيفي و تطبيقاته. 1968. (رفقة د.ج. واتس)
- تحليل المتسلسلات الزمتية: التنبؤ و الضبط. 2008 (رفقة جورج بوكس و غريغوري راينسل)
- تتجارب تطبيقية في نمذجة و استشراف المتسلسلات الزمنية. 1979.
- دراسات في تحليل المتسلسلات الزمنية. 1983. (رفقة ج. ماكليود)